# La Nuit au musée 2
Pour les articles homonymes, voir La Nuit au musée (série de films).
Série La Nuit au musée
La Nuit au musée
(2006) La Nuit au musée : Le Secret des Pharaons
(2015)
Pour plus de détails, voir Fiche technique et Distribution.

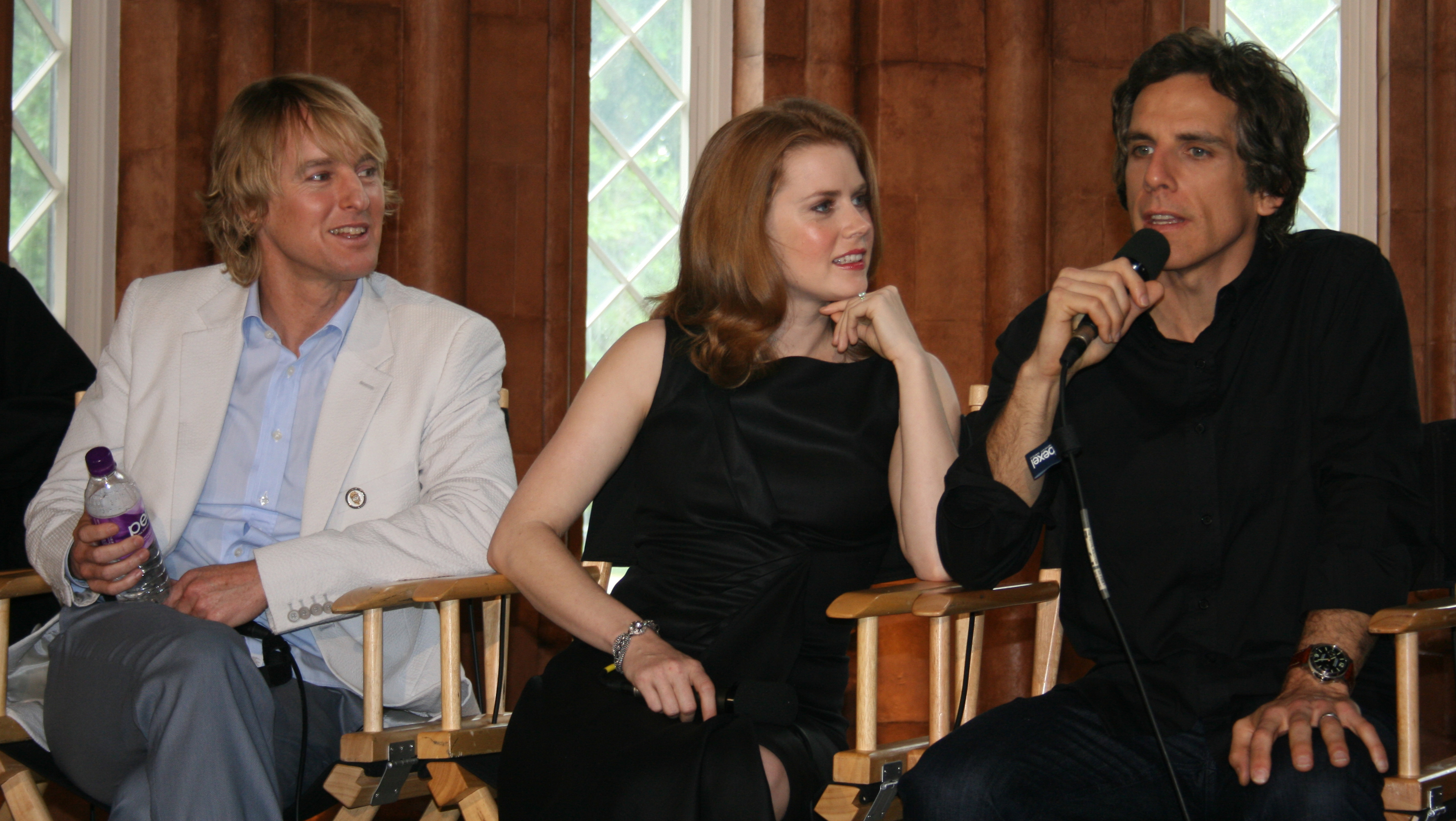
Owen Wilson, Amy Adams et Ben Stiller, lors de la promotion du film, le 14 mai 2009.

La Nuit au musée 2 ou Une Nuit au Musée : La Bataille du Smithsonian au Québec (Night at the Museum: Battle of the Smithsonian) est un film américano-canadien réalisé par Shawn Levy, sorti en 2009.
Ce film est la suite de La Nuit au musée sorti en 2006 et il est lui-même suivi du film La Nuit au musée : Le Secret des Pharaons sorti en 2015 et du film La Nuit au musée : Le Retour de Kahmunrah en 2022.
Le film débute alors que cela fait déjà deux ans que le gardien de musée Larry Daley, rêveur à qui la chance sourit enfin, a fait ses adieux à ses amis du musée pour monter sa propre entreprise. Mais quand il revient au musée, il apprend que tous ses anciens amis vont être remplacés par des hologrammes destinés à rendre le Muséum d'Histoire naturelle plus interactif. Ils seront donc envoyés aux Archives nationales, à Washington. Mais avant de partir pour les archives, le capucin vole la tablette d'Ahkmenrah, qui donne vie aux mannequins exposés et qui n'était pas censée partir avec eux. Larry va devoir leur prêter main-forte pour affronter Kahmunrah — le très redouté cinquième pharaon et frère d'Ahkmenrah, qui veut utiliser la tablette pour ressusciter l'Armée d'Horus et conquérir le monde — et ses sbires, le gangster Al Capone, le tsar Ivan le Terrible et l'empereur Napoléon Bonaparte. Au passage, il trouve une alliée inattendue en la personne de l'aviatrice Amelia Earhart, du moins la statue de cire, dont il tombe amoureux, et qui va l'aider dans sa tâche.

## Synopsis
Trois ans après les événements du premier film, Larry Daley a quitté son emploi de gardien de nuit au Musée d'histoire naturelle de New York pour créer une entreprise qui vend ses propres inventions à la télévision. Il visite le musée et apprend que la plupart des expositions seront transférées dans les archives de la Smithsonian Institution de Washington et remplacées par des expositions holographiques. Les seules pièces qui ne quitteront pas le musée seront Teddy Roosevelt, Rexou, le pharaon Ahkmenrah et certains des personnages les plus populaires, même la tablette d'Ahkmenrah reste, laissant les autres expositions sans la possibilité de prendre vie la nuit.
Plus tard, Larry reçoit l'appel téléphonique de Jedediah, le cow-boy miniature, qui explique que Dexter, singe capucin, a apporté la tablette au Smithsonian, où ils sont attaqués par le frère aîné d'Ahkmenrah, Kahmunrah. Larry se rend à Washington, DC et se fait passer pour un gardien de nuit pour se faufiler dans les archives, où il trouve ses amis piégés par Kahmunrah ; il récupère la tablette mais il arrive trop tard car tout le monde reprend vie à la nuit tombée et se retrouve face à un Kahmunrah immature qui prévoit d'utiliser les pouvoirs de la tablette pour conquérir le monde.
Après avoir joué un tour à Kahmunrah, Larry s’échappe avec la tablette et se retrouve aidé par le général George Armstrong Custer, qui se fait capturer à cause de son orgueil. Larry est rejoint par Amelia Earhart. Ils piègent les soldats de Kahmunrah à l'intérieur de la photographie du V-J Day in Times Square, ce qui conduit Kahmunrah à enrôler Ivan le Terrible, Napoléon Bonaparte et Al Capone pour récupérer la tablette. Larry est capturé, mais lorsque la tablette ne parvient pas à ouvrir la porte du monde souterrain, Kahmunrah piège Jedediah (qui s’était évadé avec Octavius) dans un sablier et donne à Larry une heure pour déchiffrer la combinaison de la tablette.
Amelia est tombée amoureuse de Larry, et la statue d'Abraham Lincoln du mémorial de Lincoln les prend pour un couple alors qu'ils se dirigeaient vers le National Air and Space Museum. Ils rencontrent diverses figures de l'histoire du vol, y compris les frères Wright, un escadron d'aviateurs de Tuskegee, et Able le singe de l'espace ; ils trouvent un groupe de figurines bobblehead d'Albert Einstein qui leur explique que la combinaison est la valeur de Pi (3,14159265). Les troupes de Napoléon, Ivan et Capone arrivent, ce qui incite Larry et Amelia à s'échapper dans le Wright Flyer.
Ils s'écrasent dans le Smithsonian. Après une négociation enfantine entre Larry et Kahmunrah, les alliés de ce dernier lui révèlent la combinaison permettant à Kahmunrah d’ouvrir la porte et de convoquer une armée de guerriers Horus. Le général romain miniature  Octavius arrive avec la statue de Lincoln, effrayant les guerriers au point de les pousser à retourner dans le monde souterrain, et Amelia rassemble une armée d'alliés, y compris les amis de Larry et Custer, menant à une bataille culminante. Larry aide Custer à surmonter sa peur de répéter la Bataille de Little Bighorn, tandis qu'Octavius sauve Jedediah, et Larry récupère la tablette et retourne Capone, Bonaparte et Ivan l'un contre l'autre. Armé de sa lampe de poche, Larry affronte un Kahmunrah qui brandit un Khépesh alors qu'Amelia rouvre la porte, permettant à Larry de bannir Kahmunrah dans le monde souterrain.
Une heure avant l'aube, Amelia ramène Larry et les expositions à New York en volant, Amelia révèle qu'elle sait qu'elle n'est qu'une figure de cire du véritable aviateur, et elle et Larry partagent un baiser avant de partir pour le Smithsonian. Deux mois plus tard, Larry a vendu son entreprise et a fait un don anonyme pour rénover le Musée d'histoire naturelle et prolonger ses heures de visite nocturnes lorsque les expositions sont vivantes ; considérées comme des animatroniques et embauchées, les expositions sont maintenant en mesure d'interagir avec les visiteurs la nuit. Larry a repris son ancien travail de gardien de nuit, et s'en sort avec un visiteur nommé Tess, qui ressemble à Amelia.
Au cours du générique de fin, le marin de la photo "The Kiss in Times Square" analyse le téléphone portable de Larry, mais il est tellement occupé par le travail que sa mère est obligée de le gronder parce qu'il est en retard pour le dîner, l'appelant Joey Motorola.

## Fiche technique
Sauf indication contraire, les informations mentionnées dans cette section peuvent être confirmées par les bases de données cinématographiques IMDb et Allociné,  présentes dans la section « Liens externes ».
- Titre original : Night at the Museum: Battle of the Smithsonian
- Titre français : La Nuit au musée 2
- Titre québécois : Une Nuit au Musée : La Bataille du Smithsonian[1],[2]
- Réalisation : Shawn Levy
- Scénario : Robert Ben Garant et Thomas Lennon, d'après leurs personnages
- Musique : Alan Silvestri
  - Orchestration : Karim Elmahmoudi
  - Montage musical : Kevin Crehan et Terry Wilson
- Direction artistique : Michael Diner, Anthony Dunne, Helen Jarvis et Grant Van Der Slagt
- Décors : Claude Paré et Lin MacDonald
- Costumes : Marlene Stewart
- Maquillage : Stephanie Pasicov
- Coiffure : Cydney Cornell
- Photographie : John Schwartzman
- Son : Cory Mandel, William Stein
- Montage : Dean Zimmerman et Don Zimmerman
- Distribution des rôles : Donna Isaacson
- Production : Michael Barnathan, Chris Columbus et Shawn Levy
  - Direction de production : Tom McNulty
  - Production déléguée : Thomas M. Hammel, Josh McLaglen et Mark Radcliffe
  - Production associée : Ellen Somers
- Sociétés de production :
  - États-Unis : 21 Laps Entertainment, 1492 Pictures, en association avec Dune Entertainment, présenté par Twentieth Century Fox
  - Canada : Museum Canada Productions
- Société de distribution : Twentieth Century Fox
- Budget : 150 millions de $[3]
- Pays de production :  États-Unis,  Canada
- Langue originale : anglais
- Format : couleur et noir et blanc (Technicolor) - 35 mm - 2,39:1 (CinemaScope / Panavision) - son Dolby / DTS / SDDS
- Genre : comédie, aventure, fantastique
- Durée : 105 minutes
- Dates de sortie[4] :
  - Royaume-Uni : 12 mai 2009 (première mondiale à Londres)[5]
  - États-Unis : 22 mai 2009
  - Canada, Québec : 22 mai 2009[2]
  - France, Belgique, Suisse romande : 20 mai 2009[6],[7],[8]
- Classification :
  - États-Unis : des scènes peuvent heurter les enfants - accord parental souhaitable (PG - Parental Guidance Suggested)[N 1]
  - Québec, Canada (Manitoba) : tous publics (G - General)
  - Canada (Autres régions) : certaines scènes peuvent heurter les enfants - accord parental souhaitable (PG - Parental Guidance)
  - France : tous publics (conseillé à partir de 8 ans)[6],[9]
  - Belgique : tous publics (Alle Leeftijden)[7]
  - Suisse romande : interdit aux moins de 7 ans[10]

## Distribution
- Ben Stiller (VF : Maurice Decoster ; VQ : Alain Zouvi) : Larry Daley
- Amy Adams (VF : Anneliese Fromont ; VQ : Aline Pinsonneault) : Amelia Earhart / Tess, la jeune femme au musée
- Owen Wilson (VF : Lionel Tua ; VQ : Antoine Durand) : Jedediah
- Hank Azaria (VF : Christian Gonon / VQ : Sylvain Hétu) : Kahmunrah
- Hank Azaria (VF : Alain Lenglet / VQ : Mario Desmarais) Le Penseur/Abraham Lincoln
- Robin Williams (VF : Michel Papineschi ; VQ : Luis de Cespedes) : Teddy Roosevelt
- Christopher Guest (VF : Igor de Savitch ; VQ : Benoît Rousseau) : Ivan le Terrible
- Alain Chabat (VF : lui-même ; VQ : Frédéric Desager) : Napoléon Bonaparte
- Steve Coogan (VF : Patrick Mancini ; VQ : Daniel Picard) : le général Octavius
- Mae Whitman (VF : Lorie) : Clochette
- Ricky Gervais (VF : Pierre Laurent ; VQ : François L'Écuyer) : Dr McPhee
- Bill Hader (VF : Cédric Chevalme ; VQ : Gilbert Lachance) : le général George Armstrong Custer
- Jon Bernthal (VF : Gauthier de la Touche) : Al Capone
- Patrick Gallagher : Attila, le Hun
- Jake Cherry (VF : Anton Coulpier) : Nick Daley
- Rami Malek (VF : Franck Lorrain) : Ahkmenrah, le pharaon
- Mizuo Peck (VF : Ludmila Ruoso) : Sacagawea
- Jay Baruchel : le marin Joey Motorola
- Keith Powell (VF : Diouc Koma) : le pilote des Tuskegee Airmen #1
- Craig Robinson (VF : Bruno Henry) : le capitaine des Tuskegee Airmen #2
- Clint Howard (VF : Jean-Luc Atlan) : le technicien de contrôle Houston #1
- George Foreman : lui-même
- Christina Schild : la femme du tableau American Gothic
- Robert Thurston : l'homme du tableau American Gothic
- Alberta Mayne : l'infirmière embrassée de la photo noir et blanc
- Clifton MaCabe Murray : le marin embrassant de la photo noir et blanc
- Caroll Spinney (VF : Patrice Dozier) : Oscar le Grouch
- Thomas Morley : Dark Vador
- Mindy Kaling : le guide bénévole
- Shawn Levy : le père de publireportage
- Matty Finochio : le technicien de contrôle Houston #2
- Jonas Brothers : les Chérubins (voix)
- Eugene Levy (VF : Gérard Boucaron) : Albert Einstein (voix)
- Brad Garrett : la statue de l'Île de Pâques (voix)
- Robert Ben Garant : Orville Wright (non crédité)
- Ed Helms : un collègue de Larry (non crédité)
- Jonah Hill (VF : Guillaume Bouchède[11] ; VQ : Olivier Visentin) : Brandon, le gardien du  Smithsonian (non crédité)
- Thomas Lennon : Wilbur Wright (non crédité)[12]

Sources et légendes : Version française (VF) et Version québécoise (VQ)

## Production

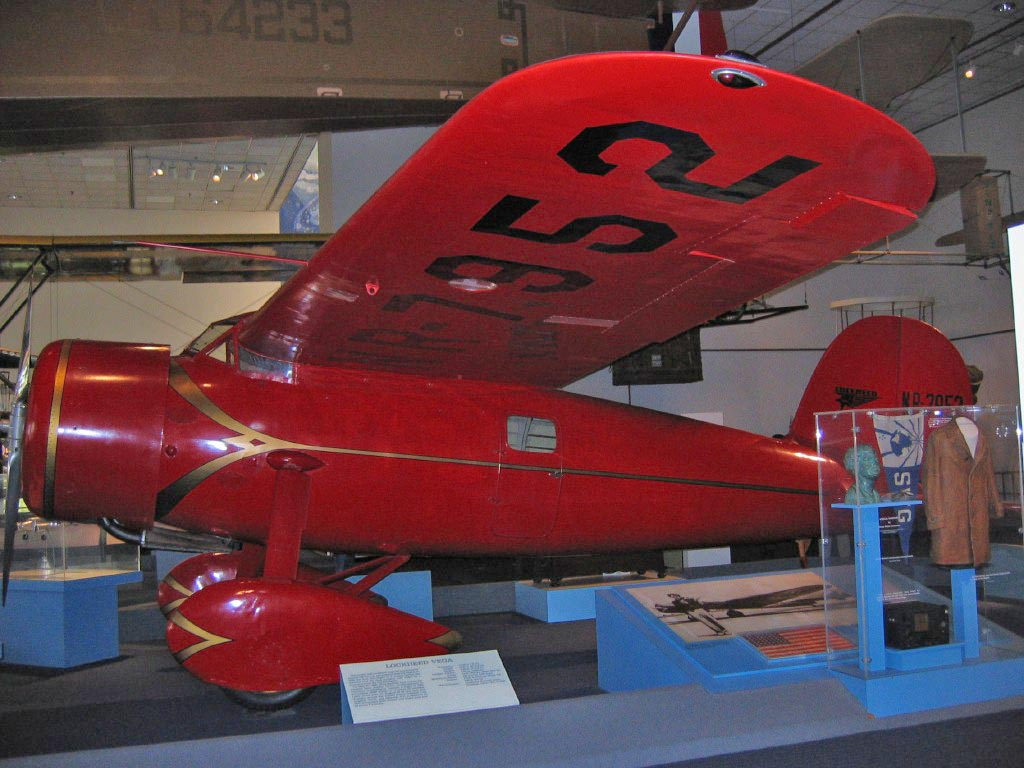
Le Lockheed Vega, avion de l'aviatrice Amelia Earhart, exposé au National Air and Space Museum, au Smithsonian Institution, à New York.

Les scénaristes Robert Ben Garant et Thomas Lennon ont confirmé à Dark Horizons qu'ils ont écrit une suite de La Nuit au musée, avec comme titre provisoire (Another Night at the Museum) (littéralement Une autre nuit au musée). Les scénaristes disent qu'« il y aura les personnages existants et beaucoup de nouveaux. »
Walt Disney Pictures a annoncé que la suite de La Nuit au musée sortirait pendant le week-end du Memorial Day en 2009. Ben Stiller, Owen Wilson, Steve Coogan, Ricky Gervais, Patrick Gallagher, Jake Cherry, Rami Malek, Mizuo Peck, Brad Garrett et Robin Williams reprennent leurs rôles pour la suite, excepté Carla Gugino avec Shawn Levy toujours comme réalisateur.
Parmi les nouveaux acteurs qui ont joint la distribution de ce nouvel opus : Amy Adams (Amelia Earhart), Hank Azaria (Kahmunrah), Christopher Guest (Ivan le Terrible), Alain Chabat (Napoléon Ier) et Bill Hader (le Général Custer).
Avant qu'Amy Adams obtienne le rôle d'Amelia Earhart, Reese Witherspoon était pressentie pour incarner la célèbre aviatrice.

### Tournage
Le tournage, ayant débuté le 8 avril 2008, pour une durée de quatre mois, le film a été principalement tourné à Vancouver avec une scène filmée dans le Smithsonian à Washington. Une scène a été tournée au Lincoln Memorial, dans la nuit du 21 mai 2008. D'autres scènes ont été également tournées à l'American Museum of Natural History à New York les 18 et 20 août 2008.

### Trailer
Le trailer a été diffusé avec Histoires enchantées (Bedtime Stories), Yes Man et Marley & Me en décembre 2008. Le trailer a accompagné le film Meilleures Ennemies en janvier 2009, La Panthère rose 2 en février 2009, et Dragonball Evolution en avril 2009. Le film a également été promu comme un sketch d'ouverture sur American Idol, où une réplique des sièges des juges du show sont détenus au Smithsonian.

## Accueil

### Accueil critique
Le film sort aux États-Unis, après une avant-première à Washington, sur le reste du territoire deux jours après la sortie dans plusieurs pays dont la France et la Belgique.
Les critiques, que ce soit aux États-Unis ou en France, sont mitigés pour ce second volet. Si en France, une partie de la critique salue le film, d'autres s'avouent déçus par cette suite,. Aux États-Unis, le Chicago Tribune attribue trois étoiles, saluant la performance d'Amy Adams, par sa « brillante présence à l'écran », le magazine Entertainment Weekly trouve que « la Bataille du Smithsonian a beaucoup de vie. Mais c'est Adams qui lui donne le ton. » et attribue la note de B+. D'autres critiques dans des magazines américains ont salué entre autres les performances d'Amy Adams et aussi celle d'Hank Azaria.
TV Guide lui a donné deux étoiles.

### Box-office
| Pays ou région | Box-office        | Date d'arrêt du box-office | Nombre de semaines |
| -------------- | ----------------- | -------------------------- | ------------------ |
| Mondial        | 413 106 170 USD   | 9 mars 2010                | ?                  |
| États-Unis     | 177 243 721 USD   | 1er novembre 2009          | 24                 |
| France         | 1 635 276 entrées | août 2009                  | 14                 |
| Suisse         | 187 669 entrées   | ?                          | ?                  |

Sorti notamment en France deux jours avant les États-Unis (qui fut présenté en avant-première à Washington le 14 mai 2009), La Nuit au musée 2 est le second meilleur démarrage dans Paris au box-office avec 1 406 entrées. Après une semaine d'exploitation dans les salles, le film obtient la première place du box-office français avec 638 473 entrées,, moins que le premier volet, qui avait totalisé 694 177 entrées lors de sa première semaine d'exploitation dans les salles françaises en février 2007. Dès la deuxième semaine d'exploitation en salles en France, le film reste toujours en première place, franchissant le cap du million d'entrées (1 000 600  entrées).
Au total, La Nuit au musée 2 a totalisé 1 602 535 entrées au bout de 14 semaines d'exploitation en salles. Le premier volet avait totalisé 2 276 017 entrées en 2007, après 7 semaines d'exploitation.
Sorti aux États-Unis six jours après l'avant-première à Washington, lors de la première semaine de sa sortie officielle, le 22 mai 2009, le film prend directement la première place du box-office, derrière Terminator Renaissance, engrangeant 54 173 286 dollars. Lors de la seconde semaine, il chute à la seconde place (la première place revenant à Là-haut, le dernier Pixar), avec 104 150 268 dollars de recettes.
Le film finira avec 177 220 561 dollars de recettes, ce qui est nettement inférieur au premier volet, qui a fini avec 250 863 268 dollars

#### Dans le monde
Au box-office mondial, La Nuit au musée 2 a fait 414 309 177 dollars, dont 237 088 616 dollars de recettes à l'international, mais a fait moins que le précédent volet, qui a fait 574 480 149 dollars de recettes dans le monde, dont 323 617 573 dollars.

## Distinctions

### Récompense2009
- Teen Choice Awards : Teen Choice Award du meilleur film de comédie

### Nominations2009
- Alliance of Women Film Journalists : suite qui n'aurait pas dû être créée
- Teen Choice Awards :
  - Meilleur acteur dans un film de comédie pour Ben Stiller
  - Meilleure actrice dans un film de comédie pour Amy Adams
  - Meilleur méchant pour Hank Azaria

### Récompense2010
- ASCAP Film and Television Music Awards : ASCAP Award des meilleurs films au box-office pour Alan Silvestri

### Nominations2010
- Leo Awards : meilleure coordination de cascades dans un long métrage dramatique pour J.J. Makaro
- MTV Movie & TV Awards : meilleure performance comique pour Ben Stiller
- People's Choice Awards : film familial préféré
- Visual Effects Society Awards : meilleure modèle et maquette dans un long métrage pour Robert Chapin, Tony Chen, Forest P. Fischer et Ian Hunter (la bataille des Smithsonian)
- Young Artist Awards : meilleur second rôle masculin dans un film (Jeune acteur) pour Jake Cherry

## Éditions en vidéo
- En France, le film La Nuit au musée 2 est sorti en DVD[33] et Blu-ray[34] le 21 octobre 2009. Plusieurs rééditions en DVD et Blu-ray ont eu lieu entre 2010 et 2016[35]. Le film est également sorti en VOD le 1er août 2014[6].
- Au Québec, le film est sorti en DVD le 1er décembre 2009[2].

## Autour du film
- Il s'agit du second film dans lequel apparaissent Napoléon Ier et Abraham Lincoln après L'Excellente Aventure de Bill et Ted (Bill & Ted's Excellent Adventure), en 1989.
- Amy Adams, qui incarne l'aviatrice Amelia Earhart, possède une particularité : elle a peur de voler.
- Les scénaristes du film, Thomas Lennon et Robert Ben Garant y font une apparition dans le rôle des frères Wright.
- L'apparition de Clint Howard en tant que "commandant aviateur Johnson" (l'homme qui parle au micro au musée de l'air) est un clin d'œil au film Apollo 13 réalisé par son frère Ron Howard où il joue le rôle d'un technicien au CAPCOM.

### Série de films
- La Nuit au musée (Night at the Museum), film américain réalisé par Shawn Levy, sorti en 2006
- La Nuit au musée 2 (Night at the Museum: Battle of the Smithsonian), film américano-canadien réalisé par Shawn Levy, sorti en 2009
- La Nuit au musée : Le Secret des Pharaons (Night at the Museum: Secret of the Tomb), film américano-britannique réalisé par Shawn Levy, sorti en 2015
- La Nuit au musée : Le Retour de Kahmunrah (Night at the Museum: Kahmunrah Rises Again), film d'animation américain réalisé par Matt Danner et Justin Lovell, sorti en 2022